# Pegomastax
Pegomastax é um género de dinossauro da família Heterodontosauridae. Sua espécie-tipo é denominada Pegomastax africana. Seus restos fósseis foram encontrados na África do Sul e datam do Jurássico Inferior.